# Королева Юга (телесериал, 2016)
«Короле́ва Ю́га» (англ. Queen of the South) — американский драматический телесериал, премьера которого состоялась на телеканале USA Network 23 июня 2016 года. Сериал является адаптацией успешной теленовеллы «Королева Юга» и одноимённого романа испанского писателя Артуро Перес-Реверте.
6 сентября 2016 года сериал был продлён на второй сезон, который стартовал 8 июня 2017 года. 10 августа 2017 года USA Network продлил шоу на третий сезон, который стартовал 21 июня 2018 года. 1 октября 2018 года USA Network продлили шоу на четвертый сезон, показ начался 6 июня 2019 года.
29 августа 2019 года канал USA Network продлил телесериал на пятый сезон. Премьера финального сезона сериала состоится 7 апреля 2021 года.

## В ролях
- Алисе Брага — Тереза Мендоса
- Жустина Мачадо — Бренда Парра[9]
- Хемки Мадера[англ.] — Поте Гальвес[10]
- Вероника Фалькон — донья Камила Варгас
- Джеймс Мартинес — Гато Фиеррос[11]
- Жоаким ди Алмейда — дон Эпифанио Варгас[12]
- Питер Гадиот — Джеймс Вальдес[13]
- Карлос Гомес — Хавьер Акоста[14]
- Марк Консуэлос — Тео Альджарафе[15]

## Обзор сезонов
| Сезон | Сезон | Эпизоды | Дата показа  | Дата показа      |
| Сезон | Сезон | Эпизоды | Премьера     | Финал            |
| ----- | ----- | ------- | ------------ | ---------------- |
|       | 1     | 13      | 23 июня 2016 | 15 сентября 2016 |
|       | 2     | 13      | 8 июня 2017  | 31 августа 2017  |
|       | 3     | 13      | 21 июня 2018 | 13 сентября 2018 |
|       | 4     | 13      | 6 июня 2019  | 29 августа 2019  |

## Отзывы критиков
«Королева Юга» получила смешанные и положительные отзывы критиков. На Rotten Tomatoes сериал держит 68 % «свежести», что основано на 19 отзывах критиков. Критический консенсус сайта гласит: «„Королева Юга“ оживляет перегруженный сюжет экшеном и повествовательной силой — и демонстрирует намёки на интригующий потенциал». На Metacritic у сериала 59 баллов из ста, которые основаны на 16-ти «смешанных и средних» рецензиях.

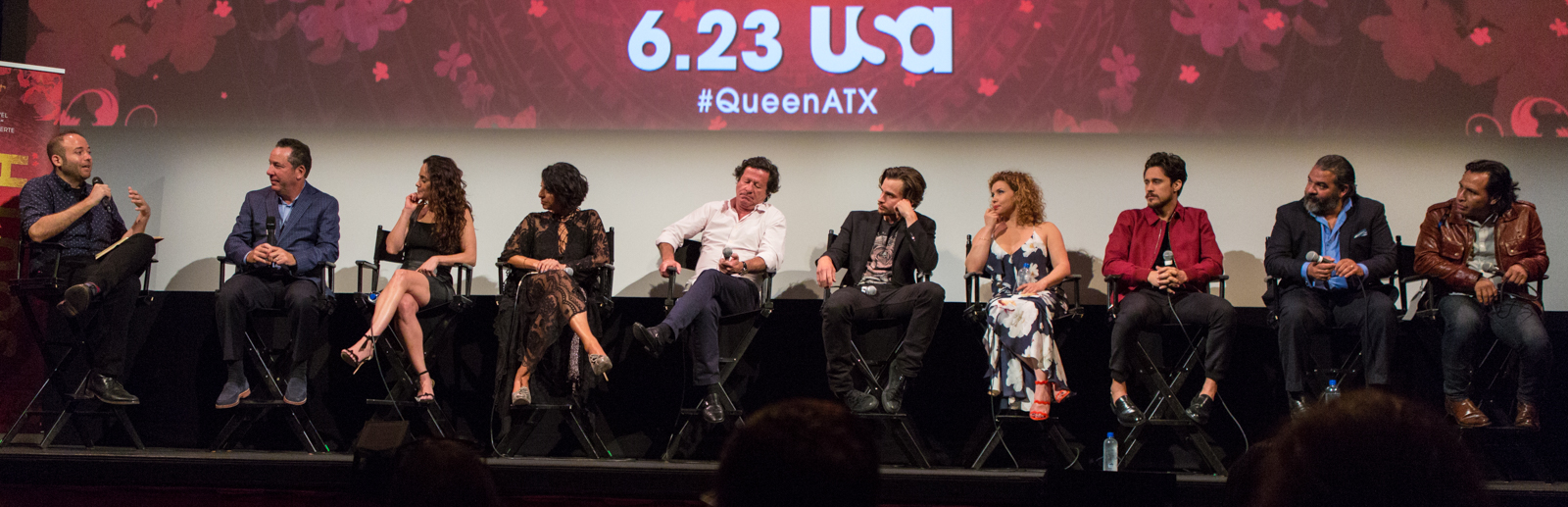
Создатели сериала «Королева Юга» (слева направо): ведущий телешоу Уайзельман, Френдли, Брага, Фалькон, Ди Альмейда, Экер, Мачадо, Гадиот, Мадера и Таракена.